# Ivy Levan
Ivy Rose Levan (Tulsa, Oklahoma; 20 de enero de 1987), más conocida como Ivy Levan, es una cantante, actriz y modelo estadounidense. Levan firmó reciente con Cherrytree Records, filial de Interscope Records. Levan realizó su debut en la actuación al interpretar a Cynthia en la película de 2010 Drop Dead Gorgeous. Levan se mudó a Los Ángeles a los 16 años de edad para perseguir una carrera musical.
Levan publicó un EP en 2013 bajo Interscope Records titulado Introducing the Dame. El EP incluye el sencillo «Hot Damn», el cual generó cerca del millón de visitas en YouTube. Ella lanzó el 13 de enero de 2015 el primer sencillo titulado «Biscuit» de su álbum de estudio debut. El vídeo musical del sencillo fue estrenado el mismo día.
Su álbum de estudio debut No Good, fue lanzado el 7 de agosto de 2015.

## Primeros años
Levan nació en Tulsa, Oklahoma, y creció Bentonville, Arkansas. Se mudó a Los Ángeles cuando tenía 16 años para perseguir una carrera musical. De la experiencia, Levan dice "Solo sabía que necesitaba salir de allí tan rápido como pudierá, así que dos semanas antes se suponía que me graduaría de la secundaria, me fui a Los Angeles con mi madre". Después de experimentar varios estilos musicales, Levan comenzó a usar su crianza sureña como influencia y referencia el cual puede encontrado en su música. Durante su carrera, Levan ha trabajado con varios artistas de nombre, a través de géneros. Entre otros, la cantante ha colaborado con Ben Weinman de The Dillinger Escape Plan, Sting, Diplo, y Tomo Miličević, of Thirty Seconds to Mars.
Levan ha etiquetado su sonido como 'punk/rock' y 'swamp/hop'.

## Discografía
Álbumes de estudio
- 2015: No Good

EP
- 2013: Introducing the Dame[7]
- 2015: Frostbitten[8]